# Olicía
Olicía ist ein deutsches Duo der Musikerinnen Anna-Lucia Rupp und Fama M’Boup. Sie bezeichnen ihren Stil als Electronic Handmade Loopjazz.

## Geschichte
Olicía wurde Ende 2017 gegründet, nachdem sich Rupp und M’Boup an der Hochschule für Musik Carl Maria von Weber in Dresden kennengelernt hatten. Für ihr gemeinsames Bachelorabschluss Konzert nahmen sie ihre erste EP Olicía auf, die sie im Juli 2018 veröffentlichten.
Im Folgejahr erschien ihr zweiter Release auf Vinyl. Layers (a collaboration EP) besteht aus drei Originalsongs des Duos und auf der B-Seite aus drei Remixes eben dieser Songs. Dazu arbeiteten sie mit Carl Suspect, Jacob Stoy und Assimilation Process zusammen. Als online Single entstand zudem ein Remix von Flo Dobler. 
2021 veröffentlichten Olicía ihr Debüt-Album Liquid Lines, welches in zwei verschiedenen Version erschien. Alle 20 Tracks sind allerdings nur auf CD oder Vinyl zu erwerben. Digital veröffentlichten Olicía lediglich die Hälfte der Songs. Im Zuge dieses Albums arbeiteten Olicía beispielsweise mit Demian Kappenstein (ÄTNA, Masaa), Wencke Wollny (Karl die Große), Bertram Burkert und Laura Perrudin zusammen. Für Liquid Lines sind Olicía 2022 für den Deutschen Jazzpreis in der Kategorie Debütalbum des Jahres nominiert.
Die beiden Künstlerinnen beschrieben ihre Musik als Electronic Handmade Loopjazz, eine Genrebezeichnung, die die unterschiedlichen Einflüsse und Elemente einschließt, die ihren Stil ausmachen. Ihre gemeinsame Geschichte im Jazz Studium, der Umgang mit viel Technik, Loopstations und Effekten und der Fakt, dass alles was auf der Bühne zu hören ist, live geschieht. Olicía arbeiten ohne Backingtracks oder vorproduzierte Elemente und improvisieren im Großteil ihrer Songs und Arrangements. Sie sehen ihre Musik als eigenes Genre mit Einflüssen aus Folk, Soul, Jazz, Pop und elektronischer Musik.
Sie sind eurapweit auf Tour und waren 2021 Teil des Backingchors von Sophie Hunger auf Konzerten in Deutschland, der Schweiz und Luxemburg. In diesem Zuge spielten sie auch Support im Columbiatheater Berlin.
Anna-Lucia Rupp und Fama M’Boup sind gemeinsam Gründerinnen des Labels o-cetera.
Beide sind auch in anderen Projekten und Bands, sowie als Dozentinnen aktiv.

## Technischer Aufbau
Olicía arbeiten auf der Bühne mit zwei Boss RC-505 Loopstations. Damit loopen sie ihre Stimmen und Percussion mit einem Shure Beta 58, welches in ein TC Helicon Voice Live Touch 2 geht. Außerdem nutzen sie an einem der Looper einen Moog Suphatty, ein Critter & Guitari Pocket Piano, sowie eine E-Gitarre. An dem zweiten Looper nutzen sie ein Nord Electro, sowie ein Sample Pad. Die beiden ergänzen diese Sounds gern durch effektuierte Alt Flöte, Bauschläuche und Knisterfolie.
Der Aufbau von Olicía verändert sich konstant und wächst mit den Ansprüchen der beiden Musikerinnen.

## Diskografie
- 2018: Olicía (EP, o-cetera)
- 2019: Layers (EP, o-cetera)
- 2021: Liquid Lines (Album, o-cetera)
- 2024: Out Of The Blue (Album, o-cetera)